# Bicentenário da Bolívia
O Bicentenário da Bolívia é considerado o início da independência, marcado pela Revolução de Chuquisaca de 1809. No ano de 2025 será celebrado o bicentenário da declaração da independência da Bolívia. Como parte das celebrações pelo bicentenário, em 31 de agosto de 2022 se lançou oficialmente a campanha do Bicentenário de Bolívia nas 9 capitais departamentais do país. De maneira excepcional, declarou-se feriado nacional tanto o 6 como o 7 de agosto, diferentemente dos outros anos, nos quais apenas o 6 de agosto é considerado feriado.

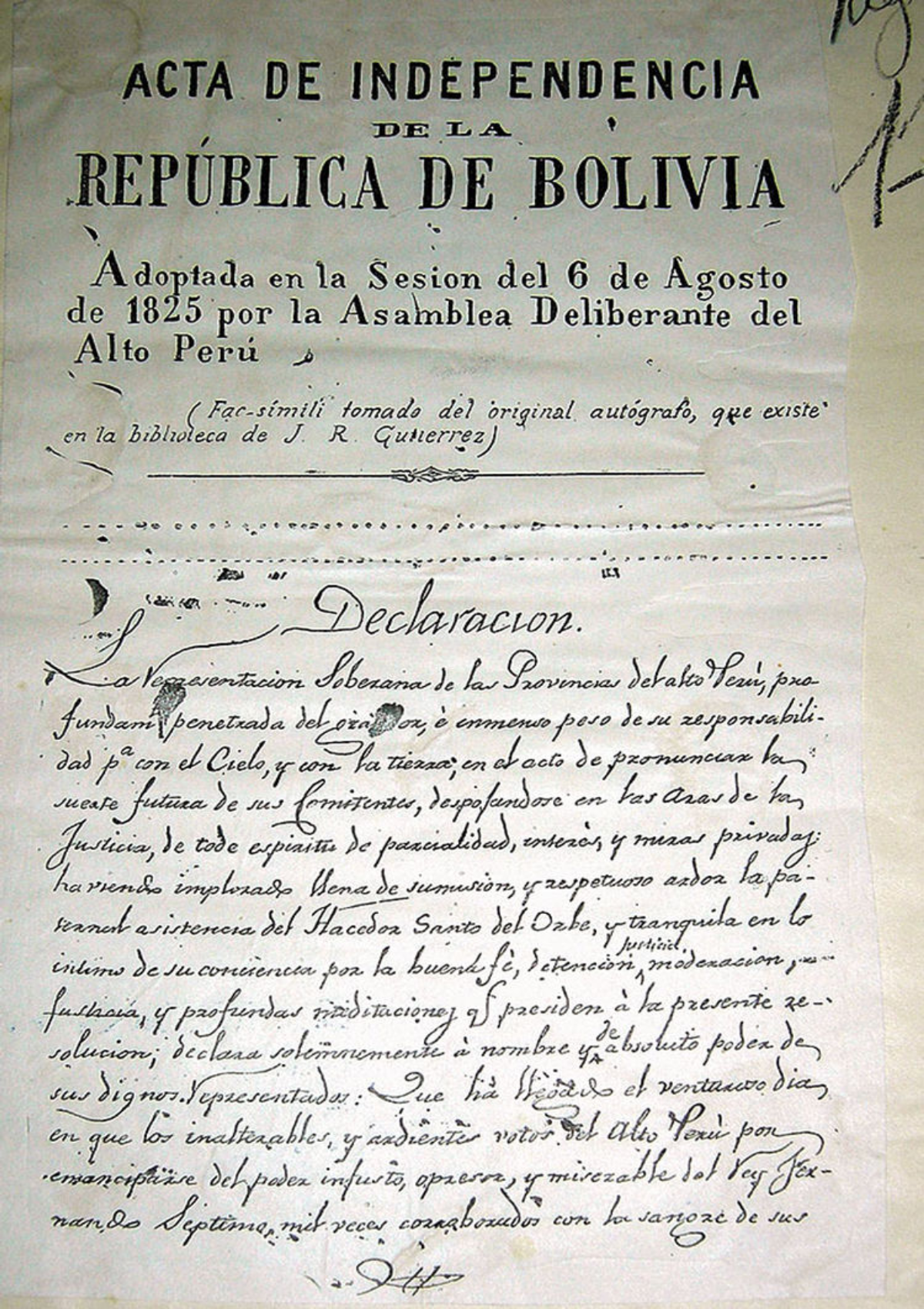
Ata de independência da República da Bolívia

A Revolução de Chuquisaca foi o levante popular contra o governador intendente da cidade de Chuquisaca, atualmente conhecida como Sucre, em 25 de maio de 1809. A Real Audiência de Charcas, com o apoio do conselho universitário e setores independentistas, destituíram ao governador e formaram uma junta de governo.
O movimento, fiel em princípio ao rei Fernando VII de Espanha, foi justificado pelas suspeitas de que o governo planejava entregar o país à infanta Carlota Joaquina de Bourbon. Entretanto, desde seu início, o movimento serviu de marco para atrair setores pró-independência que propagavam a rebelião a La Paz, onde viria a ser constituída a Junta Tuitiva. Reprimido violentamente, o movimento de Chuquisaca, o mais radical até então, foi finalmente desfeito.
A independência da Bolívia foi oficialmente proclamada o 6 de agosto de 1825 num Congresso celebrado na cidade de Chuquisaca (atual Sucre).

## Preparativos
Durante o ano 2009, a cidade de La Paz foi declarada Capital Iberoamericana da Cultura. A cidade de La Paz festeja a segunda festa mais importante do bicentenário boliviano.
Em 17 de novembro de 2020 o presidente Luis Arce promulgou a Lei N.º 1347, também conhecida como a Lei do Bicentenário de Bolívia. Nesta lei declararam-se nos anos 2020 a 2025 como o quinquênio de preparação para o bicentenário da fundação da Bolívia.
Em 2 de janeiro de 2025, foi promulgado o Decreto Supremo N.º 5307, que declara oficialmente o “2025 Bicentenário da Bolívia”. Esta norma estabelece normas tais como o embanderamiento geral durante todo o ano e ações comemorativas culturais, educativas e cívicas em todo o país.

## Atos comemorativos
Bolívia deu início às celebrações de seu Bicentenario à meia-noite do 1 de agosto de 2025 com atos simultâneos nos nove departamentos do país, incluindo o canto do Hino Nacional e o estouro fogos de artifício. A cerimônia central no Alto marcou o começo de uma agenda nacional de homenagens e atividades cívicas a serem estendidas aos dias seguintes, com um enfoque especial na cidade de Sucre, a capital de Bolívia.
Em 31 de julho, na praça 25 de Maio de Sucre, foi realizada uma cerimônia de traslado da Ata da Independência do Conselho Municipal até a Casa da Liberdade. A cerimônia celebrou o lugar e a data em que foi proclamada a independência da Bolívia o 6 de agosto de 1825.

## Legado bicentenario
Obras, projectos e programas do governo destacados que se projectam para 2025 são:
- 5 Casas da Memória nos departamentos de La Paz, Chuquisaca, Santa Cruz, Cochabamba e Oruro[7]
- Planta Siderúrgica do Mutún

### Contribuições culturais comemorativas

Logo da Biblioteca do Bicentenário da Bolívia (BBB)

Como parte das celebrações do Bicentenário, se impulsionaram diversas iniciativas culturais em todo o país com o objetivo de preservar e difundir o patrimônio histórico, artístico e literário da Bolívia.
Entre essas celebrações se destaca a Biblioteca do Bicentenário da Bolívia (BBB), um projeto editorial impulsionado pelo Estado boliviano com motivo do Bicentenário, prevendo a publicação de 200 obras fundamentais para compreender a história, cultura e sociedade do país. As obras, seleccionadas por um comitê editorial de especialistas, intelectuais e pesquisadores, abarcam quatro séculos de produção escrita relacionada com Bolívia e publicam-se em formato impresso e digital de acesso livre. O projeto, liderado pelo Centro de Investigações Sociais da Vicepresidência, segue uma linha de continuidade com iniciativas editoriais anteriores como a Biblioteca do Sesquicentenário.
Assim mesmo, o Centro Cultural Museu Marina Núñez do Prado, em La Paz, foi reaberto, após duas décadas fechado. O Museu exibe uma uma exposição permanente dedicada à vida e obra da reconhecida escultora boliviana. O espaço, que depende da Fundação Cultural do Banco Central da Bolívia (FCBCB), conta com 12 salas que combinam elementos patrimoniais e modernos.
Outra homenagem simbólica foi a inauguração do monumento à generala Juana Azurduy na praça 25 de Maio de Sucre, em 4 de agosto, uma obra do escultor Rolando Porcel. A escultura procura reivindicar o papel das mulheres e dos heróis populares na história nacional.
Assim mesmo, o Banco Central da Bolívia (BCB) apresentou em Sucre um bilhete e três moedas conmemorativas pelo Bicentenário, como homenagem à história, os símbolos e os heróis do país. O bilhete, fabricado em polímero com tecnologia de última geração, apresenta imagens do Illimani, o salgar de Uyuni, o bufeo, oito próceres da independência e outros elementos representativos do patrimônio nacional. As moedas de coleção, uma de ouro com a imagem da Casa da Liberdade e outra de prata com a Casa da Moeda, são de edição limitada e alta pureza. Ademais, lançou-se uma nova moeda de curso legal de dois bolivianos, com uma emissão de 13 milhões de unidades, como um símbolo de unidade nacional. O desenho destas peças foi produto de um trabalho multidisciplinar entre artistas, historiadores e profissionais, com o fim de deixar um legado comemorativo para as futuras gerações.
No mesmo dia apresentou-se em Sucre o livro A História de Bolívia em seu Bicentenário, uma obra a mais de 750 páginas que abarca desde as civilizações originarias até a actualidade, estruturada em seis eixos temáticos. A publicação foi elaborada por equipas multidisciplinarios de diferentes regiões do país como um contribua à memória histórica coletiva. Enquanto, o Banco de Crédito da Bolívia (BCP) e o periódico Correio do Sur apresentaram o livro 200 anos de tinta, papel e história, uma obra que percorre a história do país através de capas de jornais desde 1823 até 2025. A publicação, elaborada com o apoio de historiadores, jornalistas e o Arquivo e Biblioteca Nacionais de Bolívia (ABNB), destaca o papel da imprensa escrita como testemunha e narradora dos acontecimentos históricos de Bolívia. A edição de luxo foi apresentada em Sucre, enquanto uma versão popular será distribuída como parte da Coleção Bicentenário, junto com outras duas obras comemorativas.
Finalmente, o 5 de agosto de 2025 apresentou-se o livro Segundo Centenário de Bolívia, escrito por Magdalena Cajías como parte da coleção de 200 títulos do Centro de Investigações Sociocomunitárias (CIS).

### Promoção turística
No marco do Bicentenário, o Governo de Bolívia impulsionou o programa “200 anos, 200 destinos turísticos”, que procurou identificar, qualificar e promover 200 lugares representativos da diversidade natural e cultural do país. Os 20 destinos com maior projeção internacional seriam seleccionados para promoção global, como parte de uma estratégia interinstitucional orientada a fortalecer o turismo em 2025.

## Reconhecimento internacional
A Organização dos Estados Americanos (OEA) aprovou em junho de 2025 uma resolução em respaldo à comemoração do Bicentenário da Independência de Bolívia, destacando sua importância como evento de cor histórica e celebração coletiva a nível hemisférico. A chanceler boliviana Celinda Sosa agradeceu o apoio unânime dos Estados membros e convidou a participar nos atos oficiais.
Como parte das celebrações, se anunciou que 15 monumentos emblemáticos do mundo, incluindo a Torre Eiffel e o Cristo Redentor, serão iluminados com as cores da bandeira boliviana.
Para a celebração do Bicentenário espera-se a participação de delegações de ao menos 42 países, incluindo chefes de Estado como a presidenta de Honduras e o presidente de Paraguai. Também se anunciou a presença de altos representantes de países como México, Equador, Angola, Arabia Saudita, Índia e Chinesa.
O papa León XIV enviou uma mensagem de felicitación ao povo boliviano através da Confederação Episcopal Boliviana (CEB), expressando seus bons desejos e bênçãos. A mensagem incluiu uma invocação à Virgen de Copacabana e um chamado à paz, a prosperidade e a convivência fraterna no país.